# جاك لوب
كان جاك لوب (/loʊb/; تُلفظ بالألمانية: [løːp]؛ 7 أبريل 1859 - 11 فبراير 1924) عالمًا أمريكيًا ألماني المولد وكان عالمًا فيزيولوجيا وبيولوجيا.

## روابط خارجية
- جاك لوب على موقع الموسوعة البريطانية (الإنجليزية)
- جاك لوب على موقع إن إن دي بي (الإنجليزية)